# Ciepielów-Kolonia
Ciepielów-Kolonia (prononciation : [t͡ɕɛˈpjɛluf kɔˈlɔɲa]) est un village polonais de la gmina de Ciepielów dans le powiat de Lipsko de la voïvodie de Mazovie dans le centre-est de la Pologne.
Le village possède approximativement une population de 190 habitants en 2010.

## Histoire
De 1975 à 1998, le village appartenait administrativement à la voïvodie de Radom.